# Acer divergens
Acer divergens é uma espécie de árvore do gênero Acer, pertencente à família Aceraceae.